# Бондар Дмитро Валентинович
Бондар Дмитро Валентинович (нар. 12 жовтня 1983) — український футзаліст. Екс-гравець національної збірної України з футзалу.

## Кар‘єра
Кар‘єру розпочинав у Харкові, де займався у школі ДЮСШ «ЕХО». Згодом виступав за такі українські клуби як «Універ» Харків, «Інтеркас», «Тайм», «Енергія», «Локомотив»,  «Viva Cup» та «МСК Харків».

## Титули та досягнення як гравця
Україна
Чемпіон України (4): 2008/09, 2009/10, 2011/12, 2014/15
Віце-чемпіон (4): 2004/05, 2006/07, 2010/11, 2013/14
Бронзовий призер (3): 2005/06, 2012/13, 2016/17
Кубок України (7): 2004/05, 2009/10, 2011/12, 2012/13, 2013/14, 2015/16, 2016/17
Суперкубок України (4): 2009, 2014, 2015, 2016
Росія
Володар Кубка УЄФА (1): 2007/08
Бронзовий призер чемпіонату Росії (1): 2007/08